# Флаг городского поселения Решетниково
Флаг муниципального образования городское поселение Решетниково Клинского муниципального района Московской области Российской Федерации — опознавательно-правовой знак, служащий официальным символом муниципального образования.
Флаг был утверждён 28 ноября 2008 года и внесён в Государственный геральдический регистр Российской Федерации с присвоением регистрационного номера 4539.
Законом Московской области от 20 сентября 2017 года № 148/2017−ОЗ, 1 октября 2017 года все муниципальные образования Клинского муниципального района были преобразованы в городской округ Клин.

## Описание
«Прямоугольное зелёное полотнище с отношением ширины к длине 2:3 с изображением фигур герба городского поселения, выполненных жёлтым и малиновым цветами».

## Обоснование символики
Флаг муниципального образования городское поселение Решетниково составлен на основании герба городского поселения Решетниково по правилам и соответствующим традициям геральдики и отражает исторические, культурные, социально-экономические, национальные и иные местные традиции.
Первое упоминание Решетниково относится к 1784 году. Долгое время эти места считались «медвежьим углом» — нетронутые человеком леса, богатые птицей, зверем, грибами и ягодами. И сейчас часть территории городского поселения Решетниково входит в государственный комплекс заповедник «Завидово» — уникальный памятник природы центральной России. Зелёное полотнище флага — символ природы, здоровья, молодости и жизненного роста подчёркивает природные особенности городского поселения Решетниково.
Положенные крест на крест железнодорожные (путейные) молотки символизируют железную дорогу, ставшую залогом развития современного посёлка Решетниково и прилегающих к нему территорий.
Первоначально Решетниково было небольшим полустанком и только с 20-х годов прошлого столетия станция начала играть заметную роль в жизни посёлка. А в 1961 году здесь создана опытная путевая машинная станция Октябрьской железной дороги, которая осуществляет капитальный ремонт пути на участке Москва—Бологое.
Малиновый цвет символизирует ещё одно направление промышленности, также оказавшее сильное влияние на развитие Решетниковского края. Геральдический пурпур перекликается с цветом торфа, который на протяжении многих лет добывался здесь в промышленных масштабах. С местных торфоразработок пошли железнодорожные составы в Тверь, Высоковск, Саньково и др.
Кирки символизируют Московский геологоразведочный техникум, давший большое количество специалистов предприятиям разных регионов нашей страны.
Жёлтый рожок в верхней части флага символизирует неразрывную историческую связь Решетниково с Клинским районом: почтовый рожок — фигура герба Клинского муниципального района.
Жёлтый цвет (золото) — символ богатства, стабильности, уважения и интеллекта.
Белый цвет (серебро) — символ чистоты и совершенства, мира и взаимопонимания.
Малиновый цвет (пурпур) — символ благородства, чести, доблести, славы.